# Epitola doleta
Epitola doleta är en fjärilsart som beskrevs av Kirby 1890. Epitola doleta ingår i släktet Epitola och familjen juvelvingar. Inga underarter finns listade i Catalogue of Life.